# خبرچین (فیلم فرانسوی ۲۰۱۳)
«خبرچین» (فرانسوی: Gibraltar‎) یک فیلم فرانسوی در سبک جنایی است که در سال ۲۰۱۳ منتشر شد. از بازیگران آن می‌توان به ژیل لولوش، فیلیپ نائون، ریکاردو اسکامارچو و طاهر رحیم اشاره کرد.